# Hans Frank
Hans Frank (23 de maig de 1900 - 16 d'octubre de 1946), va ser un militar i advocat per al Partit Nazi durant els anys 20 i un alt funcionari a l'Alemanya nazi.
A causa del seu nomenament com a Governador General de Polònia ocupada pels nazis, fou processat durant els Judicis de Nuremberg pel seu paper en el perpetratge de l'Holocaust, se'l va trobar culpable de complicitat en l'assassinat de milions de persones per això, fou executat el 16 d'octubre de 1946.

## Trajectòria
Frank va néixer a Karlsruhe i es va allistar a l'exèrcit alemany el 1917. Va treballar com molts altres líders nazis en els Freikorps i es va inscriure al Partit Obrer Alemany (nazi) el 1919, fent-se després membre de NSDAP el 1927. Va estudiar lleis, aprovant l'examen final de l'estat el 1926, i es va preparar per a ser l'assessor jurídic personal de Hitler. El van elegir el Reichstag (parlament alemany) el 1930, i el 1933 fou nomenat Ministre de Justícia per Baviera.
També va ser el cap de l'Associació Nacional Socialista d'Advocats i president de l'Acadèmia de lleis alemanya a partir de 1933. Va donar el vistiplau a les matances extrajudicials, a Dachau i durant la Nit dels ganivets llargs. A partir de 1934, fou ministre del Reich sense cartera. El setembre de 1939 va ser assignat com a cap de l'administració a Gerd von Rundstedt al Govern general. El que segueix després és la divisió de Polònia, i via la lliure per a ser el governador general dels territoris polonesos ocupats, que és cap del govern general que controla aquestes àrees de Polònia que no havien estat incorporades directament a Alemanya. Li van concedir el grau de SS-Obergruppenführer. I va Supervisar la segregació dels jueus en els ghettos i l'ús de civils polonesos com a treballadors esclaus. El 1942 va perdre les seves posicions d'autoritat fora del govern general després que Hitler es molestés amb una sèrie de discursos a Berlín, Viena, Heidelberg, i Múnic i també com a part d'una lluita amb Friedrich Wilhelm Krüger, per la Secretaria per a la Seguretat, Cap d'estat dels SS i policia al Govern general. Però Krüger va ser substituït en última instància, per Wilhelm Kopp. Li van encomanar més endavant l'exterminació de jueus que va ser controlada totalment per Heinrich Himmler i els SS, no fou conscient de l'existència dels camps d'extermini en el govern general de fins al 1944.

## Família
El 2 d'abril 1925 es va casar amb Frank Brigitte Herbst (1895-1959) de Forst (Lausitz). La boda va tenir lloc a Múnic i la parella de lluna de mel va anar a Venècia. Hans i Frank Brigitte van tenir cinc fills:
- Sigrid Frank (nascut el 13 de març 1927 a Múnic)
- Norman Frank (nascut el 3 de Juny 1928 a Múnic)
- Brigitte Frank (n. 13 de gener de 1935 a Múnic)
- Michael Frank (n. 15 de febrer de 1937 a Múnic)
- Niklas Frank (n. el 9 de març 1939 a Múnic)

Brigitte Frank tenia la reputació de tenir una personalitat més dominant que el seu marit, i des de 1939 autonomenar "una reina de Polònia" ("Königin von Polen"). El matrimoni va ser infeliç i es feia més fred any rere any. Quan Frank va sol·licitar el divorci el 1942, Brigitte ho va intentar tot per salvar el seu matrimoni amb la finalitat de seguir sent la "primera dama al Govern General". Un dels seus comentaris més famosos va ser 
| « | "Prefereixo ser una vídua que la que es va divorciar d'un Reich!" Frank va contestar: "Així que tu ets meu enemic mortal!" | » |

El 1987, Niklas Frank va escriure un llibre sobre el seu pare, Der Vater: Eine Abrechnung (en català: El Pare: una revenja). El llibre, que va ser publicat a la revista Stern, va donar lloc a una polèmica a Alemanya a causa de la manera mordaç en què el jove Frank descriu el seu pare, referint-se a ell com "un boig fanàtic de Hitler" i qüestionant el seu remordiment abans de la seva l'execució. El llibre va ser traduït en anglès el 1991 com In the shadow of the Reich.

## Judicis de Nuremberg

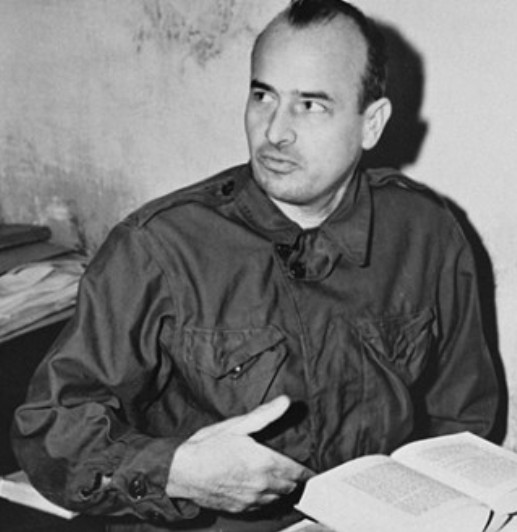
Hans Frank durant la seva detenció a Nuremberg.

Durant el seu testimoni a Nuremberg, va dir que va presentar peticions de dimissió a Hitler en catorze ocasions, però Hitler no va permetre que dimitís. Va fugir del govern general el gener de 1945, abans que arribés l'Exèrcit Roig.
Frank és capturat per tropes americanes prop de Berchtesgaden el 4 de maig de 1945 i va ser enviat al Tribunal Militar Internacional de Nuremberg el novembre de 1945. Durant el judici va renovar la pràctica del catolicisme de la seva infantesa, i va entregar voluntàriament uns quaranta volums dels seus diaris personals als aliats, que llavors van ser utilitzats contra ell com a prova de la seva culpabilitat. El van trobar culpable de crims de guerra i crims contra la humanitat, i l'1 d'octubre de 1946 és condemnat a mort. El periodista Howard K. Smith va escriure de la seva execució:

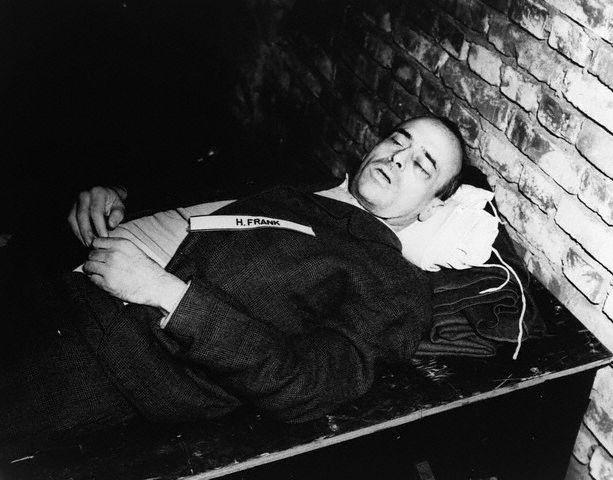
Hans Frank Executat, El 16 d'octubre de 1946.

| « | La cara de Frank era la següent, en la desfilada de la mort: "ell era l'únic condemnat amb un somriure". Encara que estava nerviós i empassant saliva amb freqüència, aquest home, que es va convertir al catolicisme romà després de la seva detenció i abans de ser executat, va contestar en veu baixa, gairebé en un xiuxiueig, "Estic agraït pel bon tracte durant el meu captiveri i demano que Déu m'accepti amb misericòrdia. " | » |